# Rio Fucha
Il fiume Fucha in Colombia), nasce nella riserva forestale di El Delirio, sulle Ande attraversa la città di Bogotà e sfocia nel Río Bogotá.
Ha un bacino di 12.991 ha in aree urbane e 4.545 in aree rurali, solamente la prima parte del fiume non è contaminata, nella capitale colombiana riceve poi forti afflussi di scarichi solidi e liquidi da altri affluenti che ne degradano le acque.
Fu sulle sponde del fiume che apparve San Biagio la notte del 22 aprile 1910. Da allora il 22 aprile si festeggia il giorno dell'"Agua de San Biasio", con bagni termali ritenuti taumaturgici.